# توليبرولول
توليبرولول وهو أحد حاصرات المستقبل بيتا الودي.